# Féminisme postmoderne
Le féminisme postmoderne est une théorie féministe qui incorpore la réflexion postmoderne et poststructuraliste afin de dépasser la division entre le féminisme libéral et le féminisme radical.
Le féminisme partage une affinité avec la philosophie postmoderne puisqu'il s'intéresse aussi aux actes de langage.

## Origine et théorie

### Butler
Ce qui distingue fondamentalement le féminisme postmoderne des autres formes du féminisme est l'idée que le sexe, ou du moins le genre, est une construction sociale qui s'opère par le langage. Cette thèse a été mise en avant par Judith Butler dans son ouvrage publié en 1990 Gender Trouble. Elle part des travaux de Simone de Beauvoir, Michel Foucault, Jacques Lacan et Luce Irigaray afin de les critiquer.
Butler critique la distinction habituelle entre le sexe, qui ressortirait du biologique, et le genre, qui serait une construction sociale. Selon elle les objets matériels sont aussi des constructions sociales. De plus elle condamne l'idée que le genre, construction sociale, serait toujours créé de la même façon. Comme elle maintient que la subordination des femmes n'a pas une seule cause ni une seule solution, les critiques du féminisme postmoderne en concluent qu'il est dès lors impossible d'avoir une vision claire de l'action à entreprendre. Par ailleurs, Butler elle-même rejette le terme de féminisme postmoderne qu'elle trouve trop vague pour signifier quelque close de clair.

### Frug
Bien que le postmodernisme résiste à la caractérisation, il est possible d'identifier des thèmes que les féministes postmodernes partagent. Mary Joe Frug explique que l'un des principes du postmodernisme est de penser que l'expérience humaine est liée d'une façon inextricable avec le langage. Le pouvoir ne s'exerce pas seulement par la force mais aussi par le langage qui définit la réalité.
Frug explique aussi que le sexe n'est pas naturel ni déterminé complètement ou définissable. Frug explique que les mécanismes culturels encodent le corps féminin avec des significations puis expliquent celles-ci en faisant référence à une différence naturelle entre les sexes alors que c'est la culture qui les a créées

### En France
Le féminisme en France à partir des années 1970 a produit son propre féminisme postmoderne grâce à des auteures tels que Julia Kristeva ou Hélène Cixous.

## Critiques
Les critiques tels que Meaghan Morris craignent que cette école, caractérisée par son anti-essentialisme, ruine les combats qui s'appuient sur la différence de genres.